# 單肋凸尾介
單肋凸尾介（学名：Caudites unicostata）为粗面介科凸尾介屬下的一个种。